# Pteromyscus
Genre
Pteromyscus est un genre de mammifères rongeurs de la famille des Sciuridae.

## Liste des espèces
- Pteromyscus pulverulentus (Günther, 1873)